# Hipódromo Camarero
El Hipódromo Camarero (anteriormente conocido como El Nuevo Comandante ) es un edificio de carreras de caballos ubicado en Canóvanas, Puerto Rico , al este de San Juan y Carolina . Está a unos quince minutos en auto del Aeropuerto Internacional Luis Muñoz Marín, ya 25 minutos al este de la zona hotelera de Isla Verde . La nueva administración de Camarero Race Track Corporation inicia operaciones el 5 de enero de 2007.
El Nuevo Comandante se construyó en 1976 y se inauguró el 31 de octubre de 1976 para sustituir el edificio original de "El Comandante", que había estado ubicado en Carolina, desde enero de 1957 hasta mediados de octubre de 1976. Podría decirse que se ha convertido en la carrera de caballos más importante. complejo de la isla, celebrándose carreras de caballos todos los lunes, miércoles, viernes, sábados y domingos.
El Nuevo Comandante cuenta con una ventana de apuestas , en la que los jugadores pueden probar suerte en diferentes juegos, como "El Pool Pote" y otros. El premio más importante que un jugador puede ganar en El Nuevo Comandante es el "Pool Pote" y alcanzó la asombrosa cantidad de 12 millones de dólares y ha sido el bote más grande jamás ganado en la industria de carreras de caballos de Puerto Rico. Además de las ventanillas de apuestas en El Nuevo Comandante, la Industria tiene un enlace de agencias de apuestas en todo Puerto Rico. Estas se llaman "agencias hipicas", y la gente también puede ir allí para hacer apuestas y disfrutar de refrigerios y bocadillos locales.
Las carreras de "El Nuevo Comandante" se transmiten en la televisión local y Les Oraliens en la radio desde que se inauguró el edificio. Desde allí han comentado algunos de los comentaristas deportivos televisivos más famosos de la historia puertorriqueña , entre ellos Norman H. Dávila y Manolo Rivera Morales .
Algunos jinetes famosos también han corrido allí, incluido el miembro del Salón de la Fama Ángel Cordero , John Velázquez y JC Díaz .
Caballos famosos importados para correr en El Nuevo Comandante han sido: Bold Forbes , ganador del Kentucky Derby y Belmont Stakes , Mister Frisky , ganador del Santa Anita Derby , Bandit Bomber y Dawn Glory (ganador del Stakes en EE. UU.).
Entre los caballos nativos: Hurly Road (Ganador de la Triple Corona), Ribot's Verset (uno de los mejores sementales en la historia de Puerto Rico), My Favourite Place (Ganador de múltiples asignaciones en California) Capa Prieto (invicto por años), Camarero (Ostenta un récord de 56 victorias consecutivas seguidas), Vuelve Candy B (ganador de la Triple Corona y del Caribbean Derby y único caballo en ganar un millón de dólares en Puerto Rico), Verset Dancer (ganador del Caribbean Derby y ganador en USA) y Verset's Jet (hijo de Verset Dancer) quien es el primer caballo en completar el doblete Caribbean Derby y Confraternidad Stakes.
El Nuevo Comandante también tiene la infame distinción (récord Guinness) de tener el caballo con más derrotas consecutivas (Doña Chepa) con 134 derrotas consecutivas (hasta el 2/11/08 sin ganar) 